# Mohammad Hidayatullah
Mohammad Hidayatullah phát âmⓘ (17 tháng 12 năm 1905 – 18 tháng 9 năm 1992) là Chánh án Tối cao Pháp viện Ấn Độ từ 25 tháng 2 năm 1968 đến 16 tháng 12 năm 1970, và Phó Tổng thống Ấn Độ thứ 6, từ 31 tháng 8 năm 1979 đến 30 tháng 8 năm 1984. Ông còn giữ chức quyền Tổng thống Ấn Độ từ 20 tháng 7 năm 1969 đến 24 tháng 8 năm 1969 và từ 6 tháng 10 năm 1982 đến 31 tháng 10 năm 1982. Ông được xem như một nhà ngôn ngữ học, nhà giáo dục, nhà sáng tác, học giả và luật gia kiệt xuất. Anh trai của ông, Mohammed Ikramullah, là nhà ngoại giao Pakistan xuất chúng, vợ ông, Shaista Suhrawardy Ikramullah, là cháu gái của Huseyn Shaheed Suhrawardy, Thủ tướng Pakistan và bản thân bà cũng là thành viên của Hội đồng Lập hiến Pakistan.